# Adam Karl August von Eschenmayer
Adam Karl August von Eschenmayer (Neuenbürg, 1768 – Kirchheim unter Teck, 1852) è stato un filosofo tedesco.
Docente di medicina a Tubinga e influenzato da Schelling, si occupò di filosofia della religione, pubblicando nel 1824 la Religionphilosophie.
Kantiano di ferro, negli ultimi anni si occupò di occultismo.